# Heterocisto
O heterocisto é um tipo de célula especializada na fixação de nitrogênio atmosférico, presente nalgumas espécies de cianobactérias filamentosas, como Nostoc punctiforme ou Anabaena sphaerica. As suas paredes são espessas, dificultando a troca de gases como o dioxigénio na célula e ajudando a manter assim um ambiente intracelular essencialmente anaeróbio.
Os heterocistos resultam da metamorfose de células vegetativas e estabelecem ligações com as células vizinhas através de poros. Não possuem fotossistema II, pelo que não efectuam fotossíntese oxigénica (ou seja, que produz O2), utilizando como fonte de carbono açúcares providenciados pelas células vegetativas vizinhas. Outra característica distinta dos heterocistos é a produção da enzima anaeróbia nitrogenase, responsável pela fixação de azoto. A presença de outras fontes de azoto, como nitrato ou amónia, inibe a formação de heterocistos.
As espécies de cianobactéria que formam heterocistos pertencem às ordens Nostocales e Stigonematales.

## Morfologia
As cianobactérias filamentosas podem formar diferentes tipos de células especializadas: acinetos, hormogónios e heterocistos. A formação de heterocistos ocorre em condições limitantes de azoto, ou seja, quando fontes de azoto reduzido (como amónia) são escassas; nestas condições, algumas das células vegetativas desenvolvem características morfológicas e fisiológicas que permitam a fixação de azoto atmosférico (N2), que é levada a cabo pela enzima nitrogenase.
A nitrogenase catalisa a redução de N2 a amónia, segundo a reacção:
N2 + 8 H+ + 8 e- + 16 ATP → 2 NH3 + H2 + 16 ADP + 16 Pi
e é rapidamente inibida pelo dioxigénio (O2). As cianobactérias são organismos fotossintéticos, efectuando a oxidação de água a O2. Como consequência, os processos de oxidação de água e de fixação de azoto têm de ser separados. Algumas cianobactérias separam estes processos temporalmente: como a fotossíntese ocorre somente na presença de luz solar, a fixação de azoto é feita durante a noite. Em organismos capazes de formar heterocistos, a separação é espacial: o heterocisto não efectua fotossíntese e portanto pode efectuar a fixação de azoto independentemente da presença ou ausência de luz.
Para assegurar a existência de um ambiente anaeróbio no interior da célula, o heterocisto possui uma parede celular mais espessa que a da célula vegetativa. Além da membrana citoplasmática e membrana externa delimitando o periplasma existente em ambos os tipos de células, o heterocisto possui ainda uma camada polissacarídea e uma camada glicolipídica mais externas. A área de contacto entre células vegetativas e heterocistos é menor que aquela entre duas células vegetativas, formando-se uma estrutura tipo gargalo; é reconhecido que a diminuta área de contacto (plasmodesmo) sirva para impedir a entrada de O2; ainda assim, algum contacto é necessário para o transporte de açúcares (fonte de carbono) das células vegetativas para os heterocistos. Ainda assim, nestas zonas de contacto, observáveis em microscopia como "pólos", algum O2 pode penetrar o heterocisto, junto com o N2, mas é rapidamente consumido na respiração celular. Os pólos são constituídos principalmente por grânulos de cianoficina, substância rica em aminoácidos azotados, como a arginina.
Durante o processo de diferenciação celular, o heterocisto perde rapidamente os seus carboxissomas (concentrações de proteínas envolvidas na fixação de carbono) e a morfologia dos tilacóides altera-se dramaticamente, à medida que a célula perde actividade do fotossistema II, o que se reflecte numa menor pigmentação. Os heterocistos têm em geral uma forma mais redonda que as células vegetativas, e são maiores que estas.

### Distribuição no filamentos
Em laboratório, apenas uma pequena fracção das células se diferencia a heterocistos. Por exemplo, a estirpe Anabaena (Nostoc) sp. PCC 7120 apresenta um heterocisto a cada 10 a 20 células, aproximadamente, frequência esta semelhante à de Nostoc punctiforme (3-10%). A distribuição dos heterocistos ao longo do filamento não é aleatória; pelo contrário, é regulada por diversos factores, como proteínas reguladoras específicas que se difundem ao longo do filamento, características fisiológicas dependentes da espécie ou sinais provenientes das células vegetativas.

## Fisiologia
Em condições laboratoriais, o processo de diferenciação da célula vegetativa a heterocisto demora cerca de 20h a 30°C, começando com uma mudança no padrão de expressão genética em resposta a uma baixa quantidade disponível de compostos azotados. Se tais compostos forem reintroduzidos no meio de cultura nas primeiras 9 a 12 horas, a diferenciação é revertida, mas após este período não é cancelada.

### Processo de diferenciação
O α-cetoglutarato (alfa-cetoglutarato; também chamado 2-oxoglutarato), intermediário comum do ciclo dos ácidos tricarboxílicos, é usado pelas cianobactérias em diversas vias biossintéticas e tem um papel fundamental na assimilação de amónia. Por consequência, quando existe escassez de compostos azotados, o α-cetoglutarato não é tão utilizado na incorporação de amónia e acumula dentro da célula. O aumento dos níveis de α-cetoglutarato é sentido pelo regulador de transcrição NtcA, que por sua vez activa a expressão de outros genes. Em particular, ocorre a activação do gene que codifica a proteína HetR, um regulador geral envolvido na maturação do heterocisto. Outros factores de transcrição (factores sigma) são expressos durante a diferenciação. Diversas outras proteínas são expressas nesta fase, muitas delas com funções ainda não totalmente esclarecidas.
A nitrogenase é produzida numa fase mais tardia, quando o heterocisto se encontra totalmente desenvolvido.

### Mudanças no metabolismo energético
A diferenciação muda o metabolismo energético: a célula deixa de ser fixadora de carbono ao perder a RuBisCO e o fotossistema II, mas continua a depender da fotofosforilação ligada ao fotossistema I para produção de ATP. A taxa de respiração aumenta. As alterações morfológicas tornam o ambiente intracelular mais anaeróbio, ideal para a activação da nitrogenase.
Para suprimir a perda da capacidade de fixação de carbono, o heterocisto recebe açúcares (provavelmente sacarose) das células vegetativas vizinhas. Os grânulos de polissacarídeos visíveis nas células vegetativas desaparecem no processo de diferenciação a heterocistos, indicando intensa actividade catabólica de glícidos. Também a via dos fosfatos de pentose tem importância acrescida no metabolismo energético do heterocisto, providenciando poder redutor e energia química necessária para a reacção de redução do azoto.
A actividade metabólica de compostos azotados é significativa nos heterocistos. A amónia produzida pela nitrogenase é incorporada em aminoácidos, especialmente glutamina (a partir de glutamato), existindo quantidades elevadas de glutamina sintetase para este fim. Os heterocistos exportam então compostos azotados para as células vegetativas vizinhas, usando em particular o sistema periplasmático que é aparentemente contínuo ao longo de todo o filamento.

### Metabolismo do hidrogénio
Além de amónia, a nitrogenase produz hidrogénio, H2. Todas as cianobactérias capazes de fixar azoto possuem também hidrogenases, capazes de oxidar H2 a H+. Embora a exacta localização celular das hidrogenases seja alvo de disputa, existe uma forte correlação entre a actividade da nitrogenase e da hidrogenase, havendo a sugestão que a produção de H2 pela primeira induza a expressão da segunda.